# Вулиця Братів Чибінєєвих
Ву́лиця Братів Чибінє́євих — вулиця в Дарницькому районі міста Києва, місцевість Червоний хутір. Пролягає від проспекту Миколи Бажана до Ялинкової вулиці.
Прилучаються вулиці Кам'янська, Горлівська, Харківське шосе, Ташкентська вулиця, Боровий провулок і Ялинкова вулиця.

## Історія
Вулиця виникла в першій половині XX століття, згадується[де?] під такою назвою 1933 року.
У зв'язку з наявністю ще однієї Чернігівської вулиці в Києві міська рада в червні-липні 2023 року винесла на онлайн-опитування питання про перейменування вулиці на честь Братів Чибінєєвих. Цей проєкт перейменування набрав 76% голосів. 
8 лютого 2024 року Київська міська рада ухвалила рішення про перейменування вулиці на честь Братів Чибінєєвих – героїв Збройних сил України.